# Walter Crommelin
Walter Crommelin (Rotterdam, 19 augustus 1948) is een Nederlands acteur. Ook is hij pianist en leende hij zijn stem tussen 2008 en 2010 aan een reclamecampagne van ABN AMRO.

## Familie
Crommelin is een lid van het patriciersgeslacht Crommelin en is een zoon van Hendrik Otto Helmut Crommelin (1918-2007), luitenant-kolonel der intendance b.d., en Gerrie Breunisse (1918-2009). Hij trouwde eerst met de schilderes mr. Liesbeth Kraaijpoel, en hertrouwde in 1997 met drs. Sannah Edens met wie hij een dochter heeft.

## Biografie
Crommelin studeerde na zijn gymnasium aan de conservatoria in Amsterdam en Genève. Hij zat op het conservatorium van 1973 tot met 1975 voor concertpianist. Hij was enige tijd concertpianist, maar begon na spellessen van Elise Hoomans in 1978 aan een acteursloopbaan. In 1980 speelde hij het soloprogramma Vleugellam.. Als acteur speelde Crommelin in diverse televisieseries. Behalve in verschillende producties van Wim T. Schippers, zoals De lachende scheerkwast (waarin Crommelin als acteur debuteerde) en We zijn weer thuis, speelde hij ook in verschillende kinderseries. Zo kroop hij onder meer in de huid van Vader Tekelenburg in Mijn Franse tante Gazeuse, speelde hij directeur Bomhoff in Loenatik en had hij de rol van opzichter Victor Emanuel Rodenmaar in de tienerserie Het Huis Anubis. Daarnaast was hij regelmatig te zien als Hopjes, de butler van meneer Harmsen in de komedieserie Toen was geluk heel gewoon. In november 2018 publiceerde Crommelin zijn boek ‘Een gemengd boeket’, een bundel anekdotes, citaten en gedachten.

## Carrière

### Televisie
- 1981 - De lachende scheerkwast - Bert van Zutphen, eerst dominee later postjongen (1981-1982)
- 1984 - Opzoek naar Yolanda - Bert van Zutphen
- 1986 - Plafond over de vloer - C. van Benthem
- 1986 hersenschimmen met Craig Eubanks
- 1989 - We zijn weer thuis - Gerard Smulders (1989-1994)
- 1989 - Mag het iets meer zijn? - Rol onbekend
- 1989 - Beppie - Kees & patiënt Kees
- 1991 - Mevrouw Ten Kate - Meneer de Bom
- 1991 - In voor- en tegenspoed - Huisarts Vaandrager
- 1992 - 12 steden, 13 ongelukken - Ton
- 1993 - Niemand de deur uit! - Officier van Justitie
- 1994 - Toen was geluk heel gewoon - Hopjes, de butler van meneer Harmsen (1995-2009)
- 1994 - Kats & Co -
- 1994 - Seth & Fiona - Vader 2
- 1996 - Mijn Franse tante Gazeuse - Vader Tekelenburg
- 1996 - De jurk - Organist
- 1997 - Loenatik - Directeur Bomhoff (1995-2001)
- 1998 - Flodder Henri
- 1998 - Otje - Dokter Spijker
- 2000 - Baantjer Rupert Barendrecht
- 2000 - Wildschut & De Vries - Frits Majoor
- 2002 - Ernstige Delicten - Golfer
- 2002 - Schiet mij maar lek - Incesttherapeut
- 2003 - SamSam  Aflevering Hiep Hiep Hyperactief - J.B. Penninck
- 2004 - Verdwaald - Boer
- 2004 - Ibbeltje - Meester Kramer/Sinterklaas/Dr. Braakensiek
- 2005 - Keyzer & De Boer Advocaten Prosecuto/Martin van Merwede (2005-2008)
- 2006 - Het Huis Anubis - Victor Emanuel Rodenmaar Junior (2006-2009)
- 2006 - Evelien Herbert-Jan
- 2007 - Shouf Shouf! Professor Mortier
- 2008 - Het Huis Anubis - Victors opa, was eenmaal te zien in een flashback van de serie Het Huis Anubis (2006-2009), seizoen 2, deel 2, aflevering 226
- 2008 - Het Huis Anubis - Victor Emanuel Rodenmaar Senior (2008-2009)
- 2014 - In Den Gulden Draeck - Proculus de Pastelkleurige

### Film
- 1980 - De dans der vierkanten waarin opgenomen Elly, of het beroemde stuk - Spreker
- 1984 - Het wonder van Rotterdam -
- 1986 - Blindeman - Chef
- 1987 - Nitwits - Reclamejongen
- 1988 - De bruine jurk - Ober
- 1990 - De gulle minnaar - Televisiondirector
- 1995 - Filmpje! - Karel Haanstra
- 1997 - Hot dogs - Bruno
- 2002 - Loenatik: de moevie - directeur Bomhoff
- 2004 - Ellis in Glamourland - Chauffeur Meindert Jan
- 2004 - Feestje! - Klaas-Jan de Bonfrère
- 2008 - Alibi - Brandweer
- 2008 - Anubis en het pad der 7 zonden - Victor Emanuel Rodenmaar Junior
- 2011 - Zieleman - Dokter Huisman
- 2014 - Toen was geluk heel gewoon - Hopjes, de butler van meneer Harmsen
- 2014 - Loenatik, te gek - voormalig directeur, nu locoburgemeester Bomhoff

### Radio
- 2004 - Het Bureau - Buitenrust Hettema (2004-2006)
- 2007 - Hoorspel Bommel - Burgemeester Dickerdack (2007-2010)

### Reclame
- Albert Heijn - Sinterklaas & stem
- ABN AMRO - stem
- Cap Gemini - stem
- NS - stem
- Shell - stem
- Citroën - stem
- de Belastingdienst - stem